# Ana Lozano
Ana Lozano del Campo (née le 22 février 1991 à Guadalajara) est une athlète espagnole, spécialiste des courses de demi-fond.

## Biographie
En 2017, elle termine sixième du 3 000 m des championnats d'Europe en salle et remporte par ailleurs l'épreuve du 5 000 m des championnats d'Europe par équipes.